# Barrage du Piney
Le barrage du Piney est un barrage français de type voûte simple en béton, situé sur les hauteurs de la ville de Saint-Chamond dans le massif du Pilat, plus précisément dans la vallée du Gier, sur un sol composé de gneiss et micaschistes.

## Présentation

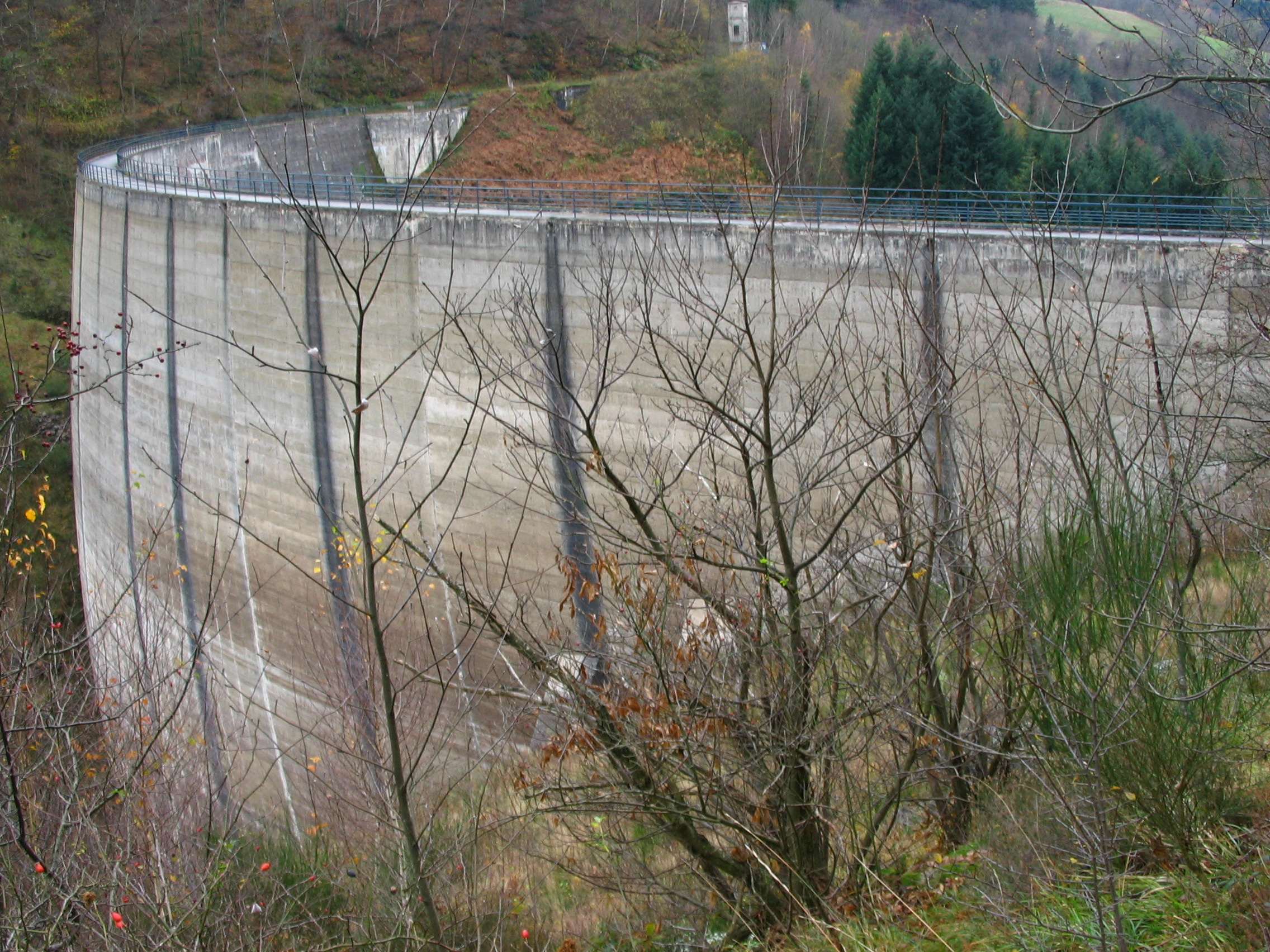
Vue en amont du barrage

Le barrage de la Rive n’étant plus suffisant pour satisfaire les besoins en eau de la ville de Saint-Chamond, il fut décidé de construire en 1953 un deuxième barrage appelé barrage de Piney.
En mars 1996, une brusque montée de la piézométrie des drains (de plus de 11 m pour le p. 5) a eu comme conséquence un déplacement de 7 mm du mur. Pour éviter une pression excessive, le maître d'ouvrage décida d'abaisser de 4 m le niveau maximal de la retenue.
À la suite de la découverte de problèmes de capacité de vidange lors de crues, il fut décidé de réaliser un évacuateur à mi-hauteur. Lors du percement du mur, des anomalies sont découvertes dans le corps et les fondations du barrage.
Les besoins en eau de la ville étant moins importants que dans les années 1970 et pour éviter la catastrophe du barrage de Malpasset, construit sur le même modèle, il fut décidé en 2000 l'abandon du barrage par le percement, à son pied, d'un pertuis dimensionné pour une crue de période de retour 10 000 ans.
Depuis le mois de juillet 2017, une fresque géante peinte par Ella et Pitr orne la paroi amont du barrage.

Fresque géante du barrage

Voir une vidéo : Barrage du Piney avec oeuvre d'Ella & Pitr